# Heterophasma gaudichaudi
Heterophasma gaudichaudi är en insektsart som beskrevs av Ludwig Redtenbacher 1908. Heterophasma gaudichaudi ingår i släktet Heterophasma och familjen Phasmatidae. Inga underarter finns listade i Catalogue of Life.